# Pânico de 1837

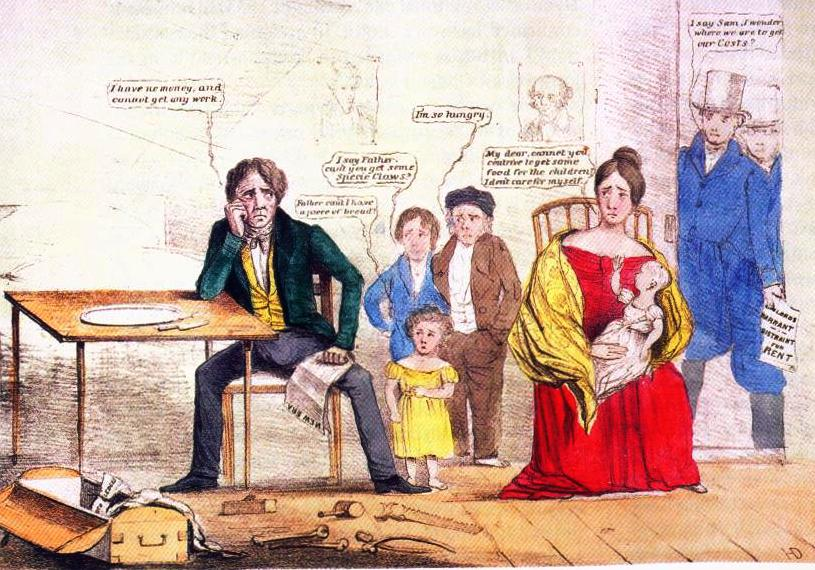
Cartaz do Partido Whig mostrando os efeitos do desemprego

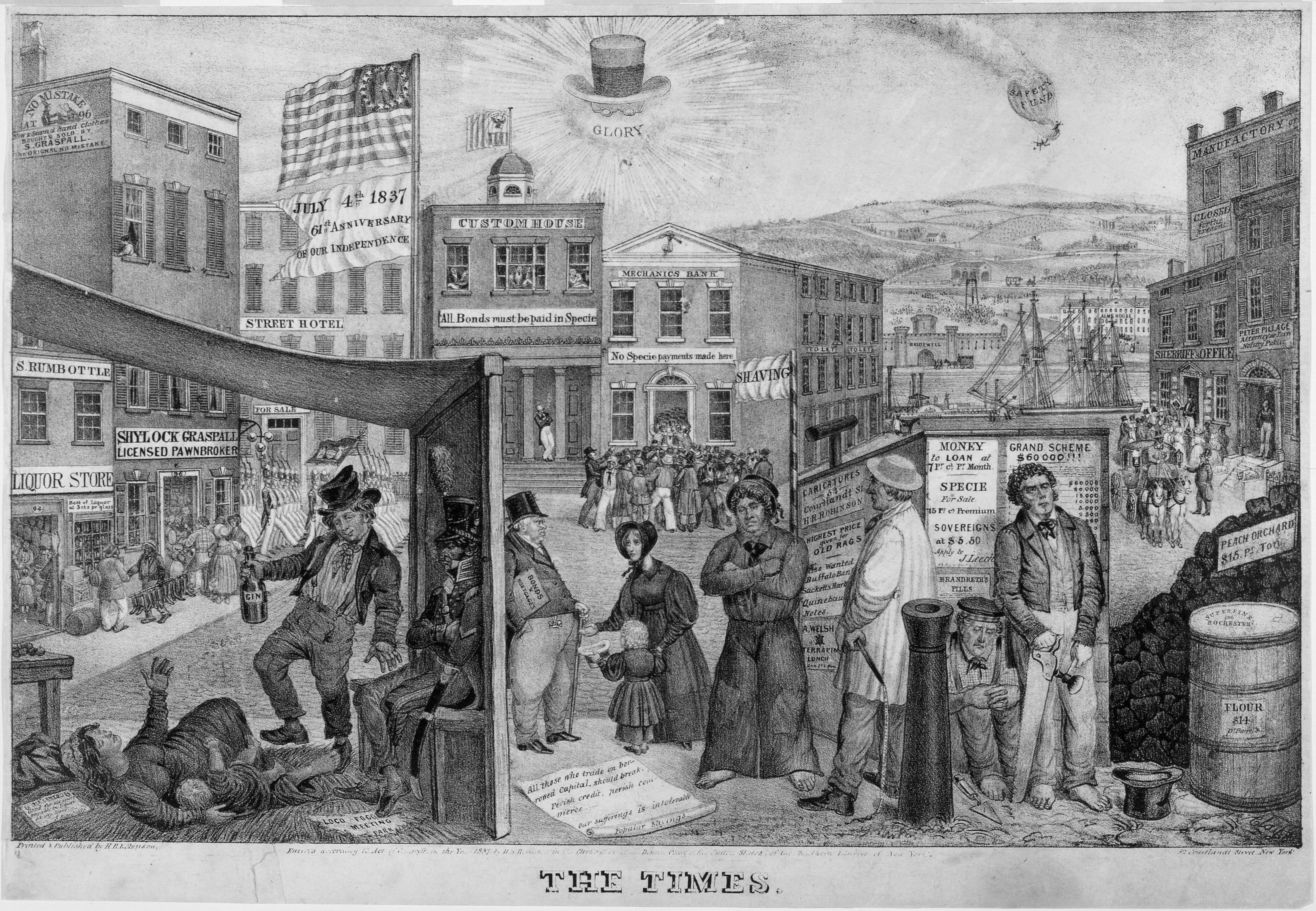
Em 1837, caricatura culpa Andrew Jackson pelas dificuldades da época

Pânico de 1837 foi uma crise financeira nos Estados Unidos que causou uma grande recessão econômica no país que se estenderia até meados da década de 1840. Lucros, preços e salários caíram enquanto o desemprego subiu. O pessimismo foi grande durante todo o período. Esse pânico teve origens tanto internas quanto externas. Práticas de empréstimos especulativos pelos estados ocidentais, um declínio acentuado nos preços do algodão, colapsos pela especulação com a terra, grande fluxo de dinheiro internacional e restrições ao crédito por parte da Grã Bretanha, tudo teria contribuído para a crise. Em 10 de maio de 1837, os bancos de Nova Iorque suspenderam os pagamentos em espécie, o que indicava que eles não teriam como resgatar suas notas bancárias pelo valor de face. Depois de uma breve recuperação em 1838, a recessão persistiu por mais sete anos aproximadamente. Bancos faliram, negócios falharam, cotações declinaram e milhares de trabalhadores perderam seus empregos. A taxa de desemprego alcançou 25% em algumas localidades. Os anos de 1837 a 1844, de modo geral, foram anos de deflação nos preços e salários.

## Causas
A crise financeira aconteceu depois de um período de expansão econômica, experimentada entre 1834 e 1836. O preço das terras, algodão e escravos aumentaram nesses anos. A origem dessa prosperidade teve muitos fatores, internos e externos. Devido a peculiaridades do comércio internacional da época, havia abundância de prata vinda aos Estados Unidos do México e China. Os negócios de vendas de terras e tarifas de importação geraram grandes recursos para o país. Por intermédio da lucrativa exportação de algodão e a formação de mercado para os títulos públicos norte-americanos na Grã Bretanha, os Estados Unidos conseguiram atrair quantias significativas de capital de investimentos britânicos. Os títulos financiaram os projetos de transporte do país. A abertura do crédito pelas instituições bancárias anglo-americanas como o Baring Brothers, impulsionaram a expansão para o Oeste, melhorias internas e o crescimento industrial na era imediatamente anterior à Guerra Civil Americana.
Mas, em 1836, diretores do Banco da Inglaterra perceberam que as reservas monetárias da instituição declinaram acentuadamente nos anos anteriores, provavelmente pelas fracas colheitas de trigo que levaram o país a importar alimentos. Para compensar essas perdas, a diretoria apoiou um aumento gradual da taxa de juros, de 3 a 5 por cento. De acordo com a teoria convencional da época, essa medida deveria ser a tomada quando reservas declinassem. O aumento das taxas de juros, segundo a lei de oferta e procura, supostamente serviria para atrair dinheiro em espécie. Numa economia aberta e de livre comércio, com fracas barreiras comerciais, as políticas monetárias da hegemônica Grã Bretanha, se transmitiam para o resto do mundo. Isso significou que quando os britânicos aumentaram os juros, a maior parte dos bancos dos Estados Unidos foram forçados a fazer o mesmo.
Ao aumentarem as taxas de juros, os bancos de Nova Iorque reduziram os empréstimos, com efeitos danosos. Como o preço dos títulos são cotados a uma relação inversa com a taxa de juros, os preços dos papeis norte-americanos desvalorizaram. Consequentemente, a demanda pelo algodão, caiu. O preço daquele produto despencou 25% entre fevereiro e março de 1837. A economia dos Estados Unidos, especialmente a dos estados sulistas, dependiam pesadamente das cotações do mercado do algodão. As receitas decorrentes providenciavam fundos para escolas, equilibravam a balança comercial da nação, fortaleciam a moeda americana e atraiam divisas em libras esterlinas, o dinheiro de reserva da época. Os Estados Unidos eram um país predominantemente agrícola e exportador de produtos básicos e com um setor manufatureiro ainda incipiente  e um colapso nas cotações do algodão causaria efeitos negativos em larga escala.
Nos Estados Unidos, outros fatores se somariam aos causados pelas ocorrências externas. Em julho de 1832, o presidente Andrew Jackson vetou a lei que renovava a licença para operar do Second Bank of the United States (BUS), que funcionava como um banco central e agente fiscal público. Sem o BUS operando nos próximos quatro anos, bancos estaduais do Oeste e Sul relaxaram seus padrões para emprestar, deixando as reservas em níveis inseguros. Duas políticas domésticas, em particular, exacerbaram a situação já volátil. A "Circular do Dinheiro em Espécie" (Specie Circular) de 1836 obrigava que as terras do Oeste fossem negociadas apenas através de modas de ouro e prata. Essa circular era uma ordem executiva expedida por Andrew Jackson, e favorecia o senador Thomas Hart Benton do Missouri e outros financistas. A intenção era conter a especulação e a inflação mas os efeitos da circular foram negativos. Já a Lei do Depósito e Distribuição de 1836 levou a que reservas federais abastecessem bancos em várias partes do país. Muitas dessas instituições estavam sediadas no Oeste. Isso fez com que reservas saíssem dos principais centros financeiros nacionais localizados no Leste. Sem dinheiro em espécie como lastro, esses bancos reduziram os empréstimos.
Os cidadãos americanos atribuíram às políticas internas a maior causa do pânico e alguns culparam Andrew Jackson por ter se recusado a licenciar o Second Bank of the United States, resultando em retiradas de fundos governamentais. Martin Van Buren, que foi empossado presidente em março de 1837, foi altamente responsabilizado pois sua posse antecedera o pânico em apenas cinco semanas. Van Buren recusou intervir na crise, de acordo com seus opositores, o que teria contribuído pelo impacto dos danos e a duração do Pânico. Os democratas jacsonianos, por outro lado, culparam o banco nacional, tanto pela especulação quanto pela inflação dos papeis bancários. A causa teria sido uma grande emissão de notas bancárias.

## Efeitos e consequências
Os efeitos do pânico foram sentidos em toda a nação. Connecticut, New Jersey e Delaware reportaram grandes pressões nos distritos mercantis. Em 1837, os negócios e sistema de crédito de Vermont sofreram um grande impacto. Vermont tivera um intervalo de alívio em 1838, mas em 1839–1840 viriam os maiores abalos. New Hampshire escapou do pânico, ao contrário de seus vizinhos. Não tinha dívidas em 1838 e não sentiria muitas pressões nos anos seguintes. A maior dificuldade de New Hampshire foi a circulação de moedas no interior do estado. Já as condições no Sul eram as piores. Os efeitos foram duros no chamado Cinturão do Algodão. Na Virginia, Carolina do Norte e Carolina do Sul o pânico causou uma diversificação das plantações. New Orleans sofreu uma depressão geral nos negócios e o mercado financeiro ficou arruinado em 1843. Muitos plantadores do  Mississippi haviam gastado antecipadamente, o que levaria muitos a completa bancarrota. Em 1839, muitas plantações não foram cultivadas. Flórida e Georgia sentiram efeitos menores do que os vizinhas Louisiana, Alabama ou Mississippi. Em 1837, Georgia tinha moedas suficientes para as operações. Até 1839, os cidadãos da  Florida se vangloriaram de conseguiram manter pontualidade em seus pagamentos. Somente em 1840 foi que Georgia e Flórida começaram a, de fato, sentirem os efeitos negativos do pânico. De início os estados do Oeste não sofreram tanta pressão quando os do Leste e Sul. Ohio, Indiana e Illinois eram áreas agrícolas e as boas colheitas de 1837 foram um alívio para os fazendeiros. Em 1839, os preços da agricultura declinaram e as pressões chegaram à região.
Em dois meses, as perdas com falências de bancos de Nova Iorque acumularam 100 milhões. Dos 850 bancos do país, 343 fecharam permanentemente, 62, parcialmente e o sistema bancário do estado sofrera um choque do qual nunca se recuperaria.
Em 1842, a economia norte-americana conseguira se recuperar dos cinco anos de depressão, em parte pela Tarifa de 1842 mas de acordo com muitos contadores, a economia não se recobraria até  1843.
A maior parte dos economistas também concorda que houve uma breve recuperação entre 1838 e 1839, terminando quando o Banco da Inglaterra e os credores holandeses aumentaram as taxas de juros. Contudo, o economista historiador Peter Temin argumentou que, descontada a deflação, a economia na verdade cresceu em 1838. O economista e historiador Murray Rothbard afirma que, entre 1839 e 1843, o consumo real aumentou 21 por cento e a produção nacional cresceu 16 por cento, embora o investimento real tivesse caído em 23 por cento e o suprimento de moeda caíra 34 por cento.
Muitos estados individualmente ficaram inadimplentes, irritando os credores britânicos. Por um breve período, os Estados Unidos ficaram de fora dos mercados internacionais. Apenas em 1840, haveria o retorno. Com essas moratórias, além de outras consequências da recessão, haveria implicações nas relações do governo com o desenvolvimento econômico. O pânico trouxe falta de confiança em apoio público para melhorias internas. Enquanto os investimentos públicos permaneceram comuns no Sul até antes da Guerra Civil, os nortistas preferiram buscar investimentos particulares para financiamento do crescimento. O pânico causou uma onda de tumultos e protestos. Uma última consequência foi o crescimento das polícias estaduais, incluindo maior profissionalismo.
Fatores intangíveis como confiança e psicologia desempenharam papeis importantes na crise, ajudando a explicar a magnitude e a profundidade do pânico. Os bancos centrais tinham capacidade limitada para controlar preços e empregos, havendo corridas aos bancos comuns. Quando um banco falia, alarmes se espalhavam pela comunidade, impulsionados ainda por jornais partidários. Investidores ansiosos corriam para outros bancos, exigindo a retirada de seus depósitos. Mesmo bancos saudáveis eram obrigados a interromper os saques e cobrar seus devedores, exigindo liquidação das operações. A histeria aumentava num efeito bola de neve. Em outras palavras, a ansiedade, medo e falta de confiança eram devastadores, causando um círculo vicioso. Esse fenômeno é conhecido pelos economistas como "assimetria da informação".

## Leituras
- Balleisen, Edward J. (2001). Navigating Failure: Bankruptcy and Commercial Society in Antebellum America. [S.l.]: University of North Carolina Press. pp. 1–49. ISBN 0-8078-2600-6
- Bodenhorn, Howard (2003). State Banking in Early America. [S.l.]: Oxford University Press. ISBN 0-19-514776-6
- Curtis, James C (1970). The Fox at Bay: Martin Van Buren and the Presidency, 1837–1841. [S.l.]: Univ. Press of Kentucky. pp. 64–151. ISBN 0-8131-1214-1
- Friedman, Milton (1960). A Program for Monetary Stability. New York: Fordham Univ. Press
- Goodhart, Charles (1988). The Evolution of Central Banks. [S.l.]: MIT Press. pp. 1–19. ISBN 0-26-257073-4
- Jenks, Leland Hamilton (1927). The Migration of British Capital to 1875. [S.l.]: Alfred A. Knopf. pp. 66–95
- Kilbourne, Jr., Richard H. (2006). Slave Agriculture and Financial Markets in Antebellum America: The Bank of the United States in Mississippi, 1831–1852. [S.l.]: Pickering and Chatto. pp. 57–105. ISBN 1851968903
- Lepler, Jessica (2012). «'The News Flew Like Lightning'». Journal of Cultural Economy. 5 (2): 179–195
- Lepler, Jessica M. The Many Panics of 1837: People, Politics, and the Creation of a Transatlantic Financial Crisis (Cambridge University Press; 2013) 337 pages; compares London, New York, and New Orleans between March and May 1837.
- McGrane, Reginald C (1924). The Panic of 1837: Some financial problems of the Jacksonian era. [S.l.: s.n.]
- Remini, Robert V. (1967). Andrew Jackson and the Bank War. [S.l.]: W.W. Norton & Company. pp. 126–131. ISBN 0-393-09757-9
- Roberts, Alasdair (2012). America's First Great Depression: Economic Crisis and Political Disorder After the Panic of 1837. Ithaca, NY: Cornell University Press. ISBN 978-0-8014-5033-4
- Rousseau, Peter L (2002). «Jacksonian Monetary Policy, Specie Flows, and the Panic of 1837». Journal of Economic History. 62 (2): 457–488. doi:10.1017/S0022050702000566
- Schweikart, Larry (1987). Banking in the American South from the Age of Jackson to Reconstruction. [S.l.]: LSU Press. ISBN 0-8071-1403-0
- Smith, Walter Buckingham (1953). Economic Aspects of the Second Bank of the United States. [S.l.]: Harvard University Press. pp. 21–178